# Cam Reddish
Cameron Elijah „Cam“ Reddish (* 1. September 1999 in Norristown, Pennsylvania) ist ein US-amerikanischer Basketballspieler.

## Laufbahn
Reddish spielte als Schüler bis 2015 für die Haverford School (US-Bundesstaat Pennsylvania) und dann für die Westtown School aus der Stadt West Chester (ebenfalls in Pennsylvania). 2018 wurde ihm die Auszeichnung „Mr. Basketball“ von Pennsylvania zuteil, darüber hinaus gehörte er als „McDonald’s All-American“ zu den besten Spielern seines Jahrgangs in den Vereinigten Staaten. Im September 2017 gab er seine Entscheidung bekannt, auf Hochschulebene für die Mannschaft der Duke University zu spielen. Der Flügelspieler gab damit Universitäten wie Kentucky, Connecticut, UCLA und Villanova einen Korb, die sich ebenfalls um seine Dienste bemüht hatten. Bei Duke spielte er unter Traineraltmeister Mike Krzyzewski und bildete mit Zion Williamson sowie R.J. Barrett ein vielbeachtetes Dreiergespann, welches das Geschehen der „Blauen Teufel“ in der Saison 2018/19 bestimmte. Reddish stand in 35 seiner 36 Einsätze für Duke in der Anfangsaufstellung und erzielte im Durchschnitt 13,5 Punkte und 3,7 Rebounds pro Begegnung. Mit 89 erzielten Dreipunktwürfen war er bester Distanzschütze der Mannschaft.
Im April 2019 teilte er seinen Entschluss mit, am Draft-Verfahren der NBA teilzunehmen und somit ins Profigeschäft zu wechseln. Dort wurde er an zehnter Stelle von den Atlanta Hawks ausgewählt. Im Januar 2022 wurde an die New York Knicks abgegeben. Er blieb bis Februar 2023 in New York und gelangte dann innerhalb eines umfangreichen Tauschgeschäfts zu den Portland Trail Blazers.
Im Sommer 2023 unterzeichnete Reddish einen Vertrag bei den Los Angeles Lakers. Am 9. Dezember 2023 gewann er mit den Lakers das neu eingeführte NBA In-Season Tournament gegen die Indiana Pacers, wobei Reddish im Endspiel der Anfangsaufstellung der Kalifornier angehörte und neun Punkte erzielte.
Anfang Februar 2025 hätte Reddish im Rahmen eines Spielertauschs gemeinsam mit Dalton Knecht für Mark Williams an die Charlotte Hornets abgegeben werden sollen. Dieser Tausch kam schlussendlich doch nicht zustande, da Williams die medizinische Untersuchung nicht bestand und die Lakers daraufhin von der Abmachung zurücktraten. Ende März 2025 wurde Reddish aus dem Aufgebot der Kalifornier gestrichen.

### Nationalmannschaft
Mit der U19-Nationalmannschaft der Vereinigten Staaten errang Reddish bei der Weltmeisterschaft 2017 die Bronzemedaille.

### Persönliches
Reddishs Vater Robert spielte Ende der 1980er/Anfang der 1990er Jahre am Northeastern Oklahoma A&M College sowie an der Virginia Commonwealth University Basketball auf Leistungsebene.

## Karriere-Statistiken

### NBA

#### Hauptrunde
| Saison  | Team                | GP  | GS  | MPG  | FG % | 3P % | FT % | RPG | APG | SPG | BPG | PPG  |
| ------- | ------------------- | --- | --- | ---- | ---- | ---- | ---- | --- | --- | --- | --- | ---- |
| 2019–20 | Atlanta             | 58  | 34  | 26.7 | .384 | .332 | .802 | 3.7 | 1.5 | 1.1 | 0.5 | 10.5 |
| 2020–21 | Atlanta             | 26  | 21  | 28.8 | .365 | .262 | .817 | 4.0 | 1.3 | 1.3 | 0.3 | 11.2 |
| 2021–22 | Atlanta / New York  | 49  | 7   | 20.7 | .404 | .359 | .902 | 2.1 | 1.0 | 1.0 | 0.3 | 10.1 |
| 2022–23 | New York / Portland | 40  | 20  | 24.7 | .446 | .313 | .853 | 2.2 | 1.4 | 1.0 | 0.4 | 9.7  |
| 2023–24 | LA. Lakers          | 48  | 26  | 20.5 | .389 | .336 | .759 | 2.1 | 1.0 | 1.0 | 0.3 | 5.4  |
| Gesamt  | Gesamt              | 221 | 108 | 23.9 | .398 | .324 | .833 | 2.8 | 1.2 | 1.0 | 0.4 | 9.3  |

#### Play-offs
| Saison  | Team    | GP | GS | MPG  | FG % | 3P % | FT % | RPG | APG | SPG | BPG | PPG  |
| ------- | ------- | -- | -- | ---- | ---- | ---- | ---- | --- | --- | --- | --- | ---- |
| 2020–21 | Atlanta | 4  | 0  | 23.0 | .528 | .643 | .800 | 3.5 | 1.8 | 1.5 | 0.5 | 12.8 |
| Gesamt  | Gesamt  | 4  | 0  | 23.0 | .528 | .643 | .800 | 3.5 | 1.8 | 1.5 | 0.5 | 12.8 |

## Erfolge
1× Sieger des NBA In-Season Tournaments: 2023